# Serge Masnaghetti
Serge Masnaghetti (* 15. April 1934 in Mancieulles, Département Meurthe-et-Moselle) ist ein ehemaliger französischer Fußballspieler und -trainer.

## Vereinskarriere
Das Kind einer italienischen Einwandererfamilie wuchs nahe Briey im lothringischen Eisenerzbecken auf – auch Roger Piantoni und Michel Platini stammen aus dieser Gegend – und spielte dort als Jugendlicher bei der AS Giraumont, aus der in dieser Zeit mit Bronislav Rodzik und Jean-Claude Piumi zwei weitere spätere Berufsfußballer hervorgingen. Der Algerienkrieg und die zweijährige Militärdienstpflicht unterbrachen Serge Masnaghettis Aufstieg allerdings bis 1959; erst dann konnte der bereits 25-jährige Mittelstürmer in den Profifußball wechseln. Gemeinsam mit Piumi unterschrieb er einen Vertrag bei der US Valenciennes-Anzin, an deren sportlicher „Belle Époque“ in den 1960ern beide maßgeblich Anteil hatten. Unter Trainer Robert Domergue platzierte sich die USVA 1960 und wieder von 1963 bis 1966 immer auf einem einstelligen Tabellenrang der Division 1, zweimal (1965 und 1966) als Ligadritte sogar in Reichweite des Meistertitels. Dazwischen lag lediglich 1961/62 ein Jahr in der zweiten Division, in der der nur 1,72 m große Angreifer mit seinen 21 Toren wesentlich zum sofortigen Wiederaufstieg beitrug.
Auch im Pokalwettbewerb drang er mit Valenciennes einmal recht weit vor, ohne dass der ganz große Erfolg dabei heraussprang. Im Halbfinale der Saison 1963/64 verhinderte Olympique Lyon den Endspieleinzug, nachdem Masnaghettis Elf zuvor AS Saint-Étienne, FC Nancy und FC Rouen hatte ausschalten können. Ausgerechnet der Mittelstürmer verschoss gegen Lyons Torhüter Marcel Aubour beim Stand von 0:1 einen Elfmeter.
Serge Masnaghetti galt als komplett, schnell, ein exzellenter Techniker, beidfüßig und auch per Kopf torgefährlich. Er stellte mehrere Bestleistungen im französischen Profifußball auf. So erzielte er zwischen Dezember 1962 und April 1963 an 13 aufeinander folgenden Spieltagen jeweils mindestens einen Treffer (insgesamt 17 Buden); und 1966 gelang ihm der schnellste Hattrick der Liga, als er gegen OGC Nizza dreimal binnen sieben Minuten traf. Letzterer Rekord wurde erst 2005 unterboten, während der erstgenannte auch 2008 noch Bestand hat. Dabei litt Masnaghetti seit dem Jahreswechsel 1963/64 zunehmend unter Herzbeschwerden, die ihn schon mit zweiunddreißig zwangen, seine Laufbahn zu beenden. In der Saison nach dem Wiederaufstieg (1962/63) wurde er mit 35 Punktspieltreffern Torschützenkönig, womit er den Rekord von Gunnar Andersson aus der Saison 1952/53 einstellte. Auch in den Spielzeiten 1964/65 (5. Rang mit 16 Treffern) und 1965/66 (15 Tore, Platz 12) landete er in dieser Liste weit vorne. Insbesondere mit Thadée Cisowski und später Paul Sauvage hatte er bei der USVA weitere torgefährliche Angreifer an seiner Seite.

### Stationen
- Association Sportive de Giraumont (bis 1959)
- Union Sportive de Valenciennes-Anzin (1959–1966, davon 1961/62 in D2)

## In der Nationalmannschaft
Serge Masnaghetti war Amateurnationalspieler, spielte für die B- sowie in zwei Begegnungen auch für Frankreichs A-Elf. Dort debütierte er im Januar 1963, unter anderem an der Seite seines Vereinskameraden Joseph Bonnel, beim 0:0 in Spanien. Am Ersten Weihnachtstag 1963 neben Georges Lech und Yvon Goujon wieder in der Sturmmitte aufgestellt, gelang ihm das Tor zum zwischenzeitlichen 1:1 gegen Belgien (Endstand 1:2). Dennoch wurde er danach von Nationaltrainer Henri Guérin nicht mehr berücksichtigt.

## Palmarès
- Französischer Meister: Fehlanzeige
- Französischer Pokalsieger: Fehlanzeige (aber Halbfinalteilnehmer 1964)
- 2 A-Länderspiele (1 Treffer) für Frankreich
- 155 Spiele und 90 Tore in der Division 1, alle für Valenciennes[10]
- Torschützenkönig der D1: 1962/63

## Leben nach der Zeit als Spieler
Nach dem erzwungenen frühzeitigen Karriereende ließ Masnaghetti sich nahe Valenciennes nieder, in dessen Umgebung er etliche Amateurmannschaften trainierte, beispielsweise aus Solesmes, Trith-Saint-Léger und Saint-Amand-les-Eaux sowie dem belgischen Fameries. Er besaß sieben Jahre lang ein Bar-Tabac in seinem Wohnort Marly, das er anschließend verkaufte; bis 1988 arbeitete er als Taxifahrer. Ein Sportgelände in Marly trägt im 21. Jahrhundert den Namen Stade Masnaghetti.